# طول عمر (فیلم ۱۹۹۲)
طول عمر (به مالایالم: Aayushkalam) و (به انگلیسی: Lifetime) فیلمی هندی محصول سال ۱۹۹۲ و به کارگردانی کمال است. در این فیلم بازیگرانی همچون موکش، جایارام، سرینیواسان، سایکومار، صدیق و کی.پی.ای.سی. لالیتا ایفای نقش کرده‌اند.